# عشور صلاح الدين

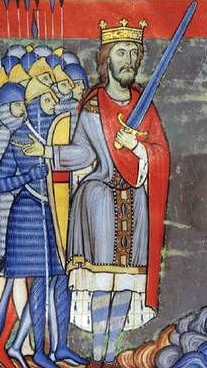

عشور صلاح الدين (بالإنجليزية: Saladin tithe)‏ هي ضريبة فرضها ملك إنجلترا هنري الثاني في عام 1188 بواقع 10% على الأموال والممتلكات المنقولة من أجل الاعداد للحملة الصليبية الثالثة بعد سقوط القدس بيد صلاح الدين الأيوبي عام 1187 إثر هزيمة جيش مملكة بيت المقدس في معركة حطين عام 1187.

## الخلفية التاريخية
في يوليو 1187 تعرضت مملكة القدس إلى هزيمة مروعة في معركة حطين ضد قوات السلطنة الأيوبية، أبيدت على اثرها غالب قوات مملكة القدس فيما أسر الملك غي دي لوزينيان وتبع المعركة سقوط مدن وحصون المملكة بيد القوات الأيوبية ثم ما لبثت أن سقطت العاصمة في أكتوبر بيد السلطان صلاح الدين الأيوبي، وقد بلغت هذه الانباء أوروبا مع نهاية العام حيث قام ملوك فرنسا وإنكلتر وألمانيا بتجهيز حملات صليبية جديد، حيث شرع كل من هنري ملك إنجلترا وهنري ملك فرنسا في يناير 1188 بالاعداد لحملة صليبية وفرضت ضريبة في إنجلترا بمقدار العُشر على الممتلكات للمساهمة في الحملة.